# Eugeniusz Fichs
Eugeniusz Fichs (ur. 20 lutego 1904 w Helenowie, zm. 6 września 1933 w Mirakowie) – oficer Wojska Polskiego, podporucznik obserwator, pilot.

## Życiorys
Syn Romana i Franciszki z domu Wieteska. W czasie wojny polsko-bolszewickiej wstąpił jako ochotnik do 201 pułku piechoty. Po zakończeniu działań wojennych wrócił do szkoły, w 1924 r. uzyskał maturę. Wstąpił do Szkoły Podchorążych Piechoty w Warszawie, przeniósł się do Oficerskiej Szkoły Lotniczej w Grudziądzu. Ukończył ją z 57 lokatą (I promocja) i w stopniu sierżanta podchorążego obserwatora otrzymał przydział do 23. eskadry lotniczej 2. pułku lotniczego.
W listopadzie 1927 otrzymał przydział do Morskiego Dywizjonu Lotniczego. W 1928 roku został awansowany do stopnia podporucznika i przeniesiony do Rzecznego Plutonu Wodnopłatowców w Pińsku. W 1929 roku ukończył kurs pilotażu i otrzymał przydział do 141 eskadry myśliwskiej 4. pułku lotniczego. W dniach 27-30 września 1930 roku brał udział w locie trzech polskich wodnosamolotów Latham 43 do Lipawy. 
6 września 1933 roku zginął podczas lotu ćwiczebnego. Pilotowany przez niego PWS-10 zaczepił skrzydłem o linę atakowanego balonu i rozbił się w Mirakowie k. Torunia. Został pochowany na toruńskim cmentarzu w kwaterze lotniczej.